# Proch i pył
Proch i pył (mac. Прашина) – film fabularny z 2001 roku produkcji macedońsko-włosko-brytyjsko-niemieckiej w reżyserii Miłczo Manczewskiego.

## Opis fabuły
Akcja filmu toczy się początkowo w XX w., na amerykańskim Dzikim Zachodzie. Dwóch braci zakochuje się w tej samej kobiecie. Lilith wybiera młodszego z braci, Elijaha. Rozgoryczony Luke wyjeżdża do Europy i dociera do Macedonii. Staje się tam jednym z najbardziej znanych najemników, walczącym w konfliktach między lokalnymi bandami. Jego nastawienie do miejscowej ludności zmienia się, kiedy ciężarna Neda ratuje życie Luke’a.
Sto lat później w Nowym Jorku, złodziej o imieniu Edge próbuje okraść starszą kobietę z posiadanych przez nią oszczędności. Kobieta nie chce mu oddać starych monet, których historia łączy się z opowiadaniem o dwóch braciach, zakochanych kiedyś w tej samej kobiecie.

## Obsada
- Joseph Fiennes jako Elijah
- David Wenham jako Luke
- Adrian Lester jako Edge
- Anne Brochet jako Lilith
- Nikolina Kujaca jako Neda
- Rosemary Murphy jako Angela
- Vlado Jovanovski jako nauczyciel
- Salaetin Bilal jako mer
- Vera Farmiga jako Amy
- Matt Ross jako Stitch
- Meg Gibson jako Bone
- Tamer Ibrahim jako Kemal
- Vladimir Jacev jako Spase
- Vladimir Gjorgjijoski jako Enver
- Zora Georgieva jako Maslina
- Jordan Simonov jako Iorgo
- Josif Josifovski jako ksiądz
- Tom Strauss jako ksiądz
- Milica Stojanova jako Dosta
- Mladen Krstevski jako Mirko
- Stojan Arev jako Slavejko